# Madonna con querubines rojos
La Virgen con querubines rojos es un óleo sobre tabla de 77 x 60 cm de Giovanni Bellini, que data alrededor de 1485 y se conserva en la Galería de la Academia de Venecia.

## Descripción y estilo
Algunos elementos compositivos, como la posición del Niño sobre las rodillas y la mirada entre madre e hijo, datan esta obra poco después de la Virgen de Alzano, que sería su prototipo.
El grupo sacro de María y el Niño está representado en primer plano, sobre el fondo de un paisaje apacible, típicamente belliniano, que se pierde en la distancia salpicado de signos de presencia humana, con torres, castillos y un entrante fluvial con un pequeño barco. En el cielo azul, que se aclara al acercarse al horizonte como al amanecer, flotan algunas nubes y, sobre la Virgen, un coro de querubines rojos (ya en su novedosa forma y pronto la típica, de cabezas infantiles aladas) que, con la inusitada audacia del color y el asombro que suscita en el observador, le dio el título tradicional a la obra.
Madre e hijo quedan envueltos, incluso más que por gestos, por la dulce y compartida mirada de María hacia el Niño y viceversa, que varía la tradicional distancia de miradas de obras anteriores. Los rostros y los gestos son sumamente dulces, con especial virtuosismo en el dibujo de las manos de María. La fuerte luz realza la rica mezcla cromática y provoca las sombras del velo de la Virgen, que dan una fuerte sensación de volumen, sin endurecer a los sujetos, gracias a la fluida aplicación pictórica.
En primer plano abajo hay un parapeto de mármol ocre, donde se posa un pliegue del manto de la Virgen invadiendo esta frontera con el mundo del espectador.